# Remilly-sur-Tille
Remilly-sur-Tille ist eine französische Gemeinde mit 979 Einwohnern (Stand 1. Januar 2022) im Département Côte-d’Or in der Region Bourgogne-Franche-Comté. Sie gehört zum Arrondissement Dijon und zum Kanton Saint-Apollinaire. Die Einwohner der Gemeinde werden Rumilliais oder Rumilliaises genannt.

## Geographie
Remilly-sur-Tille liegt am Fluss Tille. Sie wird umgeben von der Gemeinde Arc-sur-Tille im Norden, von Binges im Osten, von Cessey-sur-Tille im Süden und von Bressey-sur-Tille im Westen.

## Siehe auch

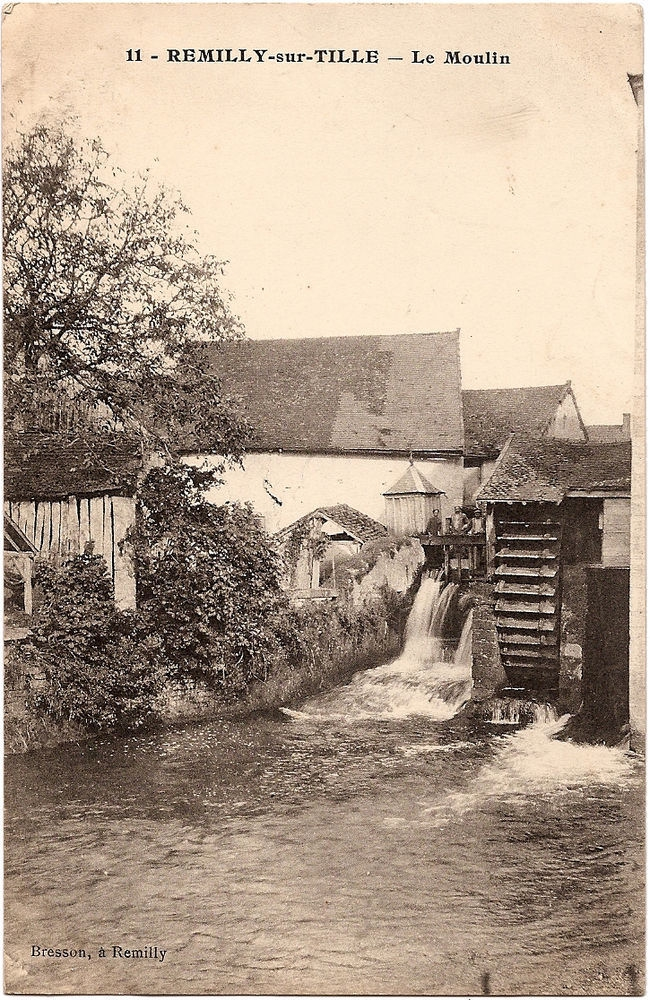
Wassermühle auf einer Postkarte um 1920

## Bevölkerungsentwicklung
| Jahr                       | 1962 | 1968 | 1975 | 1982 | 1990 | 1999 | 2006 | 2012 | 2019 |
| Einwohner                  | 314  | 382  | 433  | 686  | 733  | 800  | 744  | 783  | 892  |
| Quellen: Cassini und INSEE |      |      |      |      |      |      |      |      |      |